# شاين كولبيبر
شاين كولبيبر (بالإنجليزية: Shayne Culpepper)‏ هي عداءة المسافات الطويلة أمريكية، ولدت في 3 ديسمبر 1973.

## وصلات خارجية
- شاين كولبيبر على موقع الاتحاد الدولي لألعاب القوى (الإنجليزية)
- شاين كولبيبر على موقع اللجنة الأولمبية الدولية (الإنجليزية)
- شاين كولبيبر على موقع أوليمبيديا (الإنجليزية)